# Terance Mann
Terance Stanley Mann, né le 18 octobre 1996 dans l'arrondissement de Brooklyn à New York, est un joueur américain de basket-ball évoluant aux postes d'arrière et d'ailier.

## Biographie

### Carrière junior

#### En high school
Terance Mann est né à Brooklyn, New York et a déménagé à Lowell, Massachusetts, à l’âge de 10 ans. Ses parents sont de Sainte-Lucie. Sa mère, Daynia La-Force, était entraîneuse de basketball féminin à Rhode Island. Il a joué pour la Tilton School dans le New Hampshire. À l’école Tilton, il a obtenu en moyenne 23,1 points et 7,8 rebonds par match en tant que senior. Il a mené l’école à un record de 31 victoires pour 5 défaites et au championnat de la New England Preparatory School Athletic Conference Class AA. Il a été sélectionné par la First Team All-NEPSAC. Mann était une recrue quatre étoiles et a signé avec l’université de Florida State, refusant des offres de l’Indiana, du Boston College, de l’Iowa, du Maryland, de la Floride et de la Virginie occidentale.

#### En universitaire
A l'université, Terance Mann joue pour les Seminoles de Florida State.
En tant que première année à Florida State, Mann tourne avec une moyenne de 5,2 points et 17 minutes par match en jouant derrière Malik Beasley et Dwayne Bacon. Il a été nommé capitaine en deuxième année et a inscrit 8,4 points et 4,5 rebonds par match. Il a eu une déchirure à l’abdomen et à l’aine lors du premier tour du Tournoi NCAA 2017 et a été limité par le fait que les Seminoles ont atteint les Elite Eight.
Mann a inscrit 12,6 points, 5,4 rebonds et 2,6 passes par match en tant que junior. En tant que senior, Mann a obtenu en moyenne 11,4 points et 6,5 rebonds par match. Il a mené l’équipe à un bilan final de 29 victoires pour 8 défaites et le Sweet Sixteen du tournoi de la NCAA. Il a terminé sa carrière universitaire comme troisième joueur de l’histoire de l’école avec plus de 1200 points, 600 rebonds, 200 passes décisives et 100 interceptions.

### Carrière professionnelle
Terance Mann a été sélectionné en 48e position lors de la draft 2019 de la NBA par les Clippers de Los Angeles.

#### Clippers de Los Angeles (2019-2025)
Terance Mann participe à la NBA Summer League 2019 avec les Clippers. Le 9 juillet 2019, il signe avec les Clippers de Los Angeles. Le 24 octobre 2019, Mann a fait ses débuts en NBA, sortant du banc dans une victoire de 141 à 122 contre les Warriors de Golden State avec un rebond. En décembre 2019, il est assigné en NBA Gatorade League avec les Clippers d'Agua Caliente, l'équipe affiliée aux Clippers. Le 18 mars 2020, les Clippers ont annoncé que Mann avait subi une intervention chirurgicale pour réparer un ligament de sa main droite. Le 14 août 2020, dans un match contre le Thunder d’Oklahoma City, Mann a enregistré 25 points, 14 rebonds et neuf passes décisives en 42 minutes lors des Playoffs 2020.
Auteur d’une saison de rookie sans grand éclat, il se révèle à la planète NBA, un an plus tard lors des demi-finales de la conférence Ouest des playoffs 2021. Là, face au leader de la saison régulière, le Jazz de l'Utah, il établit son record de points en carrière avec 39 points unités, lors du match 6 et propulse les Clippers en finale de conférence, face aux Suns de Phoenix. En l’absence de leur joueur vedette, Kawhi Leonard, il joue un rôle important dans le reste du parcours de Los Angeles.
Lors de la saison 2021-2022, il dispute 81 des 82 matches de la saison régulière pour une moyenne par match de 10,8 points en 28,6 minutes de jeu.

#### Hawks d'Atlanta (2025)
En février 2025, avec Bones Hyland, il est transféré aux Hawks d'Atlanta contre Bogdan Bogdanović.

#### Nets de Brooklyn (depuis 2025)
Il est de nouveau transféré à l'été 2025, cette fois-ci en direction des Nets de Brooklyn.

## Statistiques

### Universitaires
| Saison    | Équipe        | Matchs | Titul. | Min./m | % Tir | % 3pts | % LF | Rbds/m. | Pass/m. | Int/m. | Ctr/m. | Pts/m. |
| --------- | ------------- | ------ | ------ | ------ | ----- | ------ | ---- | ------- | ------- | ------ | ------ | ------ |
| 2015-2016 | Florida State | 34     | 0      | 17,0   | 58,4  | 30,8   | 45,8 | 3,70    | 0,90    | 0,60   | 0,20   | 5,20   |
| 2016-2017 | Florida State | 35     | 34     | 25,0   | 57,6  | 30,4   | 66,3 | 4,50    | 1,70    | 1,00   | 0,20   | 8,40   |
| 2017-2018 | Florida State | 34     | 31     | 29,2   | 56,8  | 25,0   | 65,5 | 5,40    | 2,60    | 0,90   | 0,30   | 12,60  |
| 2018-2019 | Florida State | 37     | 36     | 31,7   | 50,5  | 39,0   | 79,0 | 6,50    | 2,50    | 0,70   | 0,30   | 11,40  |
| Carrière  | Carrière      | 140    | 101    | 25,9   | 55,2  | 32,7   | 67,0 | 5,10    | 1,90    | 0,80   | 0,20   | 9,40   |

### Professionnelles

#### Saison régulière
| Saison    | Équipe        | Matchs | Titul. | Min./m | % Tir | % 3pts | % LF | Rbds/m. | Pass/m. | Int/m. | Ctr/m. | Pts/m. |
| --------- | ------------- | ------ | ------ | ------ | ----- | ------ | ---- | ------- | ------- | ------ | ------ | ------ |
| 2019-2020 | L.A. Clippers | 41     | 6      | 8,8    | 46,8  | 35,0   | 66,7 | 1,34    | 1,29    | 0,27   | 0,12   | 2,41   |
| 2020-2021 | L.A. Clippers | 67     | 10     | 18,9   | 50,9  | 41,8   | 83,0 | 3,61    | 1,55    | 0,43   | 0,19   | 7,04   |
| 2021-2022 | L.A. Clippers | 81     | 33     | 28,6   | 48,4  | 36,5   | 78,0 | 5,25    | 2,58    | 0,68   | 0,26   | 10,77  |
| 2022-2023 | L.A. Clippers | 81     | 36     | 23,1   | 51,9  | 38,9   | 78,0 | 3,41    | 2,27    | 0,52   | 0,27   | 8,80   |
| 2023-2024 | L.A. Clippers | 75     | 71     | 25,0   | 51,5  | 34,8   | 83,2 | 3,39    | 1,59    | 0,57   | 0,20   | 8,77   |
| 2024-2025 | L.A. Clippers | 37     | 12     | 19,8   | 44,6  | 34,7   | 71,9 | 2,89    | 1,59    | 0,76   | 0,30   | 6,03   |
| 2024-2025 | Atlanta       | 30     | 1      | 22,7   | 54,1  | 38,6   | 66,7 | 3,07    | 2,07    | 0,63   | 0,13   | 9,80   |
| Carrière  | Carrière      | 412    | 169    | 22,1   | 50,2  | 37,2   | 78,1 | 3,52    | 1,92    | 0,55   | 0,22   | 8,08   |

#### Play-In
| Saison   | Équipe        | Matchs | Titul. | Min./m | % Tir | % 3pts | % LF  | Rbds/m. | Pass/m. | Int/m. | Ctr/m. | Pts/m. |
| -------- | ------------- | ------ | ------ | ------ | ----- | ------ | ----- | ------- | ------- | ------ | ------ | ------ |
| 2022     | L.A. Clippers | 2      | 1      | 26,0   | 50,0  | 0,0    | 0,0   | 4,50    | 3,50    | 0,50   | 1,50   | 3,00   |
| 2025     | Atlanta       | 2      | 0      | 17,8   | 25,0  | 33,3   | 100,0 | 1,50    | 1,00    | 0,50   | 0,00   | 3,50   |
| Carrière | Carrière      | 4      | 1      | 21,9   | 35,7  | 20,0   | 100,0 | 3,00    | 2,25    | 0,50   | 0,75   | 3,25   |

#### Playoffs
| Saison   | Équipe        | Matchs | Titul. | Min./m | % Tir | % 3pts | % LF  | Rbds/m. | Pass/m. | Int/m. | Ctr/m. | Pts/m. |
| -------- | ------------- | ------ | ------ | ------ | ----- | ------ | ----- | ------- | ------- | ------ | ------ | ------ |
| 2020     | L.A. Clippers | 13     | 0      | 2,1    | 40,0  | 00,0   | —     | 0,54    | 0,08    | 0,08   | 0,0    | 0,31   |
| 2021     | L.A. Clippers | 19     | 6      | 19,8   | 51,9  | 43,2   | 71,4  | 2,74    | 0,74    | 0,53   | 0,26   | 7,58   |
| 2023     | L.A. Clippers | 5      | 0      | 26,6   | 57,6  | 47,4   | 66,7  | 3,20    | 2,20    | 0,80   | 0,20   | 10,60  |
| 2024     | L.A. Clippers | 6      | 6      | 31,2   | 41,3  | 45,5   | 100,0 | 5,00    | 1,83    | 0,00   | 0,00   | 9,33   |
| Carrière | Carrière      | 43     | 12     | 16,9   | 50,0  | 43,8   | 75,6  | 2,44    | 0,86    | 0,35   | 0,14   | 5,98   |

## Records sur une rencontre en NBA
Les records personnels de Terance Mann en NBA sont les suivants, :
| Type de statistique        | Saison régulière | Saison régulière         | Saison régulière | Playoffs | Playoffs              | Playoffs     |
| Type de statistique        | Record           | Adversaire               | Date             | Record   | Adversaire            | Date         |
| -------------------------- | ---------------- | ------------------------ | ---------------- | -------- | --------------------- | ------------ |
| Points                     | 25               | 2 fois                   | 2 fois           | 39       | Jazz de l'Utah        | 18 juin 2021 |
| Paniers marqués            | 11               | Warriors de Golden State | 14 février 2022  | 15       | Jazz de l'Utah        | 18 juin 2021 |
| Paniers tentés             | 21               | @ Cavaliers de Cleveland | 14 mars 2022     | 21       | Jazz de l'Utah        | 18 juin 2021 |
| Paniers à 3 points réussis | 4                | 3 fois                   | 3 fois           | 7        | Jazz de l'Utah        | 18 juin 2021 |
| Paniers à 3 points tentés  | 8                | @ Grizzlies de Memphis   | 23 février 2024  | 10       | Jazz de l'Utah        | 18 juin 2021 |
| Lancers francs réussis     | 10               | @ Nuggets de Denver      | 22 mars 2022     | 4        | @ Jazz de l'Utah      | 16 juin 2021 |
| Lancers francs tentés      | 13               | Thunder d'Oklahoma City  | 14 août 2020     | 5        | 2 fois                | 2 fois       |
| Rebonds offensifs          | 4                | 4 fois                   | 4 fois           | 3        | Mavericks de Dallas   | 25 mai 2021  |
| Rebonds défensifs          | 10               | 4 fois                   | 4 fois           | 5        | @ Mavericks de Dallas | 28 mai 2021  |
| Rebonds totaux             | 14               | Thunder d'Oklahoma City  | 14 août 2020     | 6        | @ Mavericks de Dallas | 28 mai 2021  |
| Passes décisives           | 9                | 2 fois                   | 2 fois           | 2        | 4 fois                | 4 fois       |
| Interceptions              | 4                | 2 fois                   | 2 fois           | 2        | 2 fois                | 2 fois       |
| Contres                    | 3                | Warriors de Golden State | 11 mars 2021     | 2        | 2 fois                | 2 fois       |
| Balles perdues             | 4                | Warriors de Golden State | 28 novembre 2021 | 2        | Mavericks de Dallas   | 25 août 2020 |
| Minutes jouées             | 45               | @ Cavaliers de Cleveland | 14 mars 2022     | 36       | Jazz de l'Utah        | 18 juin 2021 |

- Double-double : 12
- Triple-double : 0

Dernière mise à jour : 9 avril 2024